# هوهانس آواگیان
هُوْهانِس سارگسی آواکیان (ارمنی: Հովհաննես Սարգսի Ավագյան؛ زادهٔ ۱۲ اکتبر ۱۸۸۲ - درگذشته ۱۰ ژوئن ۱۹۵۹) نویسنده و روزنامه‌نگار اهل ارمنستان بود.

## زندگینامه
وی در ۱۲ اکتبر ۱۸۸۲ در روستای بینکیان به دنیا آمد و در ۱۰ ژوئن ۱۹۵۹ در سن ۷۶ سالگی در نیویورک سیتی، نیویورک درگذشت.